# The Stranglers/Diskografie
Diese Diskografie ist eine Übersicht über die musikalischen Werke der britischen Band The Stranglers. Den Schallplattenauszeichnungen zufolge hat sie bisher mehr als 3,6 Millionen Tonträger verkauft. Ihre erfolgreichste Veröffentlichung ist das Album Golden Brown mit über 1,2 Millionen verkauften Einheiten.

## Alben

### Studioalben
| Jahr | Titel                                  | Höchstplatzierung, Gesamtwochen, AuszeichnungChartplatzierungen (Jahr, Titel, Platzierungen, Wochen, Auszeichnungen, Anmerkungen) | Höchstplatzierung, Gesamtwochen, AuszeichnungChartplatzierungen (Jahr, Titel, Platzierungen, Wochen, Auszeichnungen, Anmerkungen) | Höchstplatzierung, Gesamtwochen, AuszeichnungChartplatzierungen (Jahr, Titel, Platzierungen, Wochen, Auszeichnungen, Anmerkungen) | Anmerkungen |
| Jahr | Titel                                  | DE | UK | US | Anmerkungen |
| ---- | -------------------------------------- | --- | --- | --- | --- |
| 1977 | Rattus Norvegicus                      | — | UK4 Platin + Silber (Parlophone) · (34 Wo.)UK                                                                                     | — | Erstveröffentlichung: 15. April 1977 Produzent: Martin Rushent                                                                           |
| 1977 | No More Heroes                         | — | UK2 Gold · (18 Wo.)UK | — | Erstveröffentlichung: 23. September 1977 Produzent: Martin Rushent                                                                       |
| 1978 | Black and White                        | — | UK2 Gold · (18 Wo.)UK | — | Erstveröffentlichung: 12. Mai 1978 Produzent: Martin Rushent                                                                             |
| 1979 | The Raven                              | — | UK4 Gold · (8 Wo.)UK | — | Erstveröffentlichung: 21. September 1979 Produzenten: Alan Winstanley, The Stranglers                                                    |
| 1981 | The Gospel According to the Meninblack | — | UK8 (5 Wo.)UK | — | Erstveröffentlichung: 7. Februar 1981 Produzenten: The Stranglers                                                                        |
| 1981 | La folie                               | — | UK11 Silber · (17 Wo.)UK | — | Erstveröffentlichung: 9. November 1981 Produzenten: The Stranglers, Steve Churchyard                                                     |
| 1983 | Feline                                 | DE52 (4 Wo.)DE | UK4 Silber · (12 Wo.)UK | — | Erstveröffentlichung: 10. Januar 1983 40th Anniversary Edition: 2. März 2023 (UK Platz 58) Produzenten: The Stranglers, Steve Churchyard |
| 1984 | Aural Sculpture                        | DE17 (21 Wo.)DE | UK14 Silber · (10 Wo.)UK | — | Erstveröffentlichung: 5. November 1984 Produzenten: Laurie Latham, The Stranglers                                                        |
| 1986 | Dreamtime                              | — | UK16 Silber · (6 Wo.)UK | US172 (4 Wo.)US | Erstveröffentlichung: 17. Oktober 1986 Charteinstieg US: Mai 1987 Produzenten: Mike Kemp, The Stranglers                                 |
| 1990 | 10                                     | — | UK15 Silber · (4 Wo.)UK | — | Erstveröffentlichung: 5. März 1990 Produzent: Roy Thomas Baker                                                                           |
| 1992 | Stranglers in the Night                | — | UK33 (1 Wo.)UK | — | Erstveröffentlichung: 7. September 1992 Produzent: Mike Kemp                                                                             |
| 1995 | About Time                             | — | UK31 (1 Wo.)UK | — | Erstveröffentlichung: 1. Mai 1995 Produzenten: Alan Winstanley, The Stranglers                                                           |
| 1997 | Written in Red                         | — | UK52 (1 Wo.)UK | — | Erstveröffentlichung: 27. Januar 1997 Produzenten: Andy Gill, The Stranglers                                                             |
| 2004 | Norfolk Coast                          | — | UK70 (2 Wo.)UK | — | Erstveröffentlichung: 16. Februar 2004 Produzenten: David Ruffy, Mark Wallis, Pete Glenister                                             |
| 2006 | Suite XVI                              | — | UK45 (2 Wo.)UK | — | Erstveröffentlichung: 18. September 2006 Produzent: Louie Nicastro                                                                       |
| 2012 | Giants                                 | — | UK48 (1 Wo.)UK | — | Erstveröffentlichung: 5. März 2012 Produzent: Louie Nicastro, The Stranglers                                                             |
| 2021 | Dark Matters                           | — | UK4 (1 Wo.)UK | — | Erstveröffentlichung: 10. September 2021                                                                                                 |

### Livealben
| Jahr | Titel                         | Höchstplatzierung, Gesamtwochen, AuszeichnungChartplatzierungen (Jahr, Titel, Platzierungen, Wochen, Auszeichnungen, Anmerkungen) | Höchstplatzierung, Gesamtwochen, AuszeichnungChartplatzierungen (Jahr, Titel, Platzierungen, Wochen, Auszeichnungen, Anmerkungen) | Höchstplatzierung, Gesamtwochen, AuszeichnungChartplatzierungen (Jahr, Titel, Platzierungen, Wochen, Auszeichnungen, Anmerkungen) | Anmerkungen                                                                 |
| Jahr | Titel                         | DE | UK | US | Anmerkungen                                                                 |
| ---- | ----------------------------- | --- | --- | --- | --------------------------------------------------------------------------- |
| 1979 | Live (X-Cert)                 | — | UK7 Silber · (10 Wo.)UK | — | Erstveröffentlichung: 21. Februar 1979 Produzent: Martin Rushent            |
| 1988 | All Live and All of the Night | DE55 (3 Wo.)DE | UK12 Gold · (6 Wo.)UK | — | Erstveröffentlichung: 8. Februar 1988 Produzent: The Stranglers, Ted Hayton |

Weitere Livealben
- 1992: Live at the Hope and Anchor (Aufnahme: 22. November 1977, Hope & Anchor Islington, North London)
- 1993: Saturday Night Sunday Morning (Ally Pally 1. August 1990)
- 1994: Live: Death and Night and Blood (Aufnahme: Volkhaus Zürich, 14. April 1985)
- 1995: The Stranglers and Friends Live in Concert (Aufnahme: Rainbow London, 3./4. April 1980)
- 1997: Friday the Thirteenth (Aufnahme: Royal Albert Hall)
- 1997: The Stranglers Live in London
- 1998: Coup De Grace (Produzenten: David M. Allen, The Stranglers)
- 1998: Live at the Hammersmith Odeon ’81
- 1998: Exclusive Fan Club CD 1998 (Aufnahme: Southampton)
- 2001: 5 Live 01 (Doppelalbum)
- 2003: Apollo Revisited (Aufnahme: Apollo Glasgow, 23. November 1981)
- 2004: Coast to Coast
- 2008: Themeninblackinbrugge (UK) / Acoustic in Brugge (DE) (Aufnahme: Cultuurcentrum Brügge, 23. November 2007)
- 2013: Feel It Live! (Aufnahme: Giants-Tour 2012)

### Kompilationen
| Jahr | Titel                                            | Höchstplatzierung, Gesamtwochen, AuszeichnungChartplatzierungen (Jahr, Titel, Platzierungen, Wochen, Auszeichnungen, Anmerkungen) | Höchstplatzierung, Gesamtwochen, AuszeichnungChartplatzierungen (Jahr, Titel, Platzierungen, Wochen, Auszeichnungen, Anmerkungen) | Höchstplatzierung, Gesamtwochen, AuszeichnungChartplatzierungen (Jahr, Titel, Platzierungen, Wochen, Auszeichnungen, Anmerkungen) | Anmerkungen                              |
| Jahr | Titel                                            | DE | UK | US | Anmerkungen                              |
| ---- | ------------------------------------------------ | --- | --- | --- | ---------------------------------------- |
| 1982 | The Collection 1977–1982                         | — | UK12 Gold · (16 Wo.)UK | — | Erstveröffentlichung: 13. September 1982 |
| 1986 | Off the Beaten Track                             | — | UK80 (2 Wo.)UK | — | Erstveröffentlichung: 8. September 1986  |
| 1989 | Singles (The U. A. Years)                        | — | UK57 (2 Wo.)UK | — | Erstveröffentlichung: 6. Februar 1989    |
| 1990 | Greatest Hits 1977–1990                          | — | UK4 Platin · (47 Wo.)UK | — | Erstveröffentlichung: 19. November 1990  |
| 2002 | Peaches – The Very Best Of                       | — | UK21 Gold · (4 Wo.)UK | — | Erstveröffentlichung: 10. Juni 2002      |
| 2006 | The Very Best Of                                 | — | UK28 (3 Wo.)UK | — | Erstveröffentlichung: 12. Juni 2006      |
| 2024 | Fifty Years in Black – The Anniversary Tour 2024 | — | UK36 (1 Wo.)UK | — | Erstveröffentlichung: 16. August 2024    |

Weitere Kompilationen
| - 1980: IV (nur USA und Kanada) - 1986: The 12" Tape (nur als MC) - 1988: Rarities - 1991: The Stranglers - 1992: The Early Years ’74 ’75 ’76 Rare Live and Unreleased - 1992: All Twelve Inches - 1995: The Sessions - 1996: The Hit Men (2 CDs) - 1997: The Best of the Epic Years - 1997: The Collection - 1998: Strangled from Birth and Beyond … - 1998: Access All Areas - 1998: The Masters - 1999: Hits and Heroes - 1999: Hits Collection - 2000: Always the Sun - 2001: Laid Black - 2001: The Stranglers - 2002: Lies and Deception - 2002: Out of the Black - 2002: Clubbed to Death - 2002: The Rarities | - 2003: Gold (2 CDs) - 2003: Miss You - 2003: Sweet Smell of Success – The Best of the Epic Years - 2003: Live ’n’ Sleazy (Doppelalbum) - 2004: A Collection (3 CDs) - 2005: The Essential - 2005: Golden Brown - 2005: Jump Over My Shadow - 2006: In Retrospect - 2007: The Story so Far (2 CDs) - 2009: The UA Singles 1977–1982 (3 CDs) - 2009: 10 Great Songs - 2009: Decade: The Best of 1981–1990 - 2010: Decades Apart (2 CDs) - 2011: Essential - 2012: All the Best – The Stranglers (2 CDs) - 2012: Sight & Sound (CD + DVD) - 2013: Skin Deep: The Collection (2 CDs) - 2014: The Stranglers: Here & There: The Epic B-Sides 1983–1991 (2 CDs) - 2024: 50 Years in Black |

### EPs
| Jahr | Titel             | Höchstplatzierung, Gesamtwochen, AuszeichnungChartplatzierungen (Jahr, Titel, Platzierungen, Wochen, Auszeichnungen, Anmerkungen) | Höchstplatzierung, Gesamtwochen, AuszeichnungChartplatzierungen (Jahr, Titel, Platzierungen, Wochen, Auszeichnungen, Anmerkungen) | Höchstplatzierung, Gesamtwochen, AuszeichnungChartplatzierungen (Jahr, Titel, Platzierungen, Wochen, Auszeichnungen, Anmerkungen) | Anmerkungen |
| Jahr | Titel             | DE | UK | US | Anmerkungen |
| ---- | ----------------- | --- | --- | --- | --- |
| 1979 | Don’t Bring Harry | — | UK41 (3 Wo.)UK | — | Erstveröffentlichung: 19. November 1979 inkl. Don’t Bring Harry und In the Shadows (Live) + Hugh Cornwell & Robert Williams – Wired und J. J. Burnel – Crabs (Live) |

Weitere EPs
- 1980: Do the European
- 1984: No Mercy / Hot Club (Riot Mix)
- 1989: Always the Sun / Skin Deep / The European Female / All Day and All of the Night

## Singles
| Jahr | Titel Album                                                | Höchstplatzierung, Gesamtwochen, AuszeichnungChartplatzierungen (Jahr, Titel, Album, Platzierungen, Wochen, Auszeichnungen, Anmerkungen) | Höchstplatzierung, Gesamtwochen, AuszeichnungChartplatzierungen (Jahr, Titel, Album, Platzierungen, Wochen, Auszeichnungen, Anmerkungen) | Höchstplatzierung, Gesamtwochen, AuszeichnungChartplatzierungen (Jahr, Titel, Album, Platzierungen, Wochen, Auszeichnungen, Anmerkungen) | Anmerkungen |
| Jahr | Titel Album                                                | DE | UK | US | Anmerkungen |
| ---- | ---------------------------------------------------------- | --- | --- | --- | --- |
| 1977 | Get a Grip (On Yourself) Rattus Norvegicus                 | — | UK44 (4 Wo.)UK | — | Erstveröffentlichung: 28. Januar 1977                                                                                       |
| 1977 | Peaches Rattus Norvegicus                                  | — | UK8 Silber · (14 Wo.)UK | — | Erstveröffentlichung: 6. Mai 1977                                                                                           |
| 1977 | Something Better Change No More Heroes                     | — | UK9 (8 Wo.)UK | — | Erstveröffentlichung: 22. Juli 1977                                                                                         |
| 1977 | No More Heroes                                             | — | UK8 (9 Wo.)UK | — | Erstveröffentlichung: 16. September 1977                                                                                    |
| 1978 | 5 Minutes No More Heroes                                   | — | UK11 (9 Wo.)UK | — | Erstveröffentlichung: 27. Januar 1978                                                                                       |
| 1978 | Nice ’n’ Sleazy Black and White                            | — | UK18 (8 Wo.)UK | — | Erstveröffentlichung: 14. April 1978                                                                                        |
| 1978 | Walk on By Black and White                                 | — | UK21 (8 Wo.)UK | — | Erstveröffentlichung: 21. Juli 1978 Autoren: Burt Bacharach, Hal David Original: Dionne Warwick, 1964                       |
| 1979 | Duchess The Raven                                          | — | UK14 (9 Wo.)UK | — | Erstveröffentlichung: 10. August 1979                                                                                       |
| 1979 | Nuclear Device (The Wizard of Aus) The Raven               | — | UK36 (4 Wo.)UK | — | Erstveröffentlichung: 8. Oktober 1979                                                                                       |
| 1980 | Bear Cage The Raven (Reissue 1987)                         | — | UK36 (5 Wo.)UK | — | Erstveröffentlichung: 7. März 1980                                                                                          |
| 1980 | Who Wants the World IV (US-Kompilation)                    | — | UK39 (4 Wo.)UK | — | Erstveröffentlichung: 29. Mai 1980                                                                                          |
| 1981 | Thrown Away The Gospel According to the Meninblack         | — | UK42 (4 Wo.)UK | — | Erstveröffentlichung: 19. Januar 1981                                                                                       |
| 1981 | Let Me Introduce You to the Family La folie                | — | UK42 (3 Wo.)UK | — | Erstveröffentlichung: 2. November 1981                                                                                      |
| 1981 | Golden Brown La folie                                      | DE63 (3 Wo.)DE | UK2 ×2Doppelplatin · (13 Wo.)UK | — | Erstveröffentlichung: 28. Dezember 1981                                                                                     |
| 1982 | La folie                                                   | — | UK47 (3 Wo.)UK | — | Erstveröffentlichung: 12. April 1982                                                                                        |
| 1982 | Strange Little Girl The Collection 1977–1982               | — | UK7 (9 Wo.)UK | — | Erstveröffentlichung: 9. Juli 1982                                                                                          |
| 1982 | European Female Feline                                     | — | UK9 (6 Wo.)UK | — | Erstveröffentlichung: 24. Dezember 1982                                                                                     |
| 1983 | Midnight Summer Dream (Special Mix) Feline                 | — | UK35 (5 Wo.)UK | — | Erstveröffentlichung: 14. Februar 1983                                                                                      |
| 1983 | Paradise Feline                                            | — | UK48 (3 Wo.)UK | — | Erstveröffentlichung: 25. Juli 1983                                                                                         |
| 1984 | Skin Deep Aural Sculpture                                  | — | UK15 (8 Wo.)UK | — | Erstveröffentlichung: 28. September 1984                                                                                    |
| 1984 | No Mercy Aural Sculpture                                   | DE28 (13 Wo.)DE | UK37 (8 Wo.)UK | — | Erstveröffentlichung: 19. November 1984                                                                                     |
| 1985 | Let Me Down Easy Aural Sculpture                           | — | UK48 (4 Wo.)UK | — | Erstveröffentlichung: 4. Februar 1985                                                                                       |
| 1986 | Nice in Nice Dreamtime                                     | — | UK30 (5 Wo.)UK | — | Erstveröffentlichung: 11. August 1986                                                                                       |
| 1986 | Always the Sun Dreamtime                                   | — | UK30 (5 Wo.)UK | — | Erstveröffentlichung: 6. Oktober 1986                                                                                       |
| 1986 | Big in America Dreamtime                                   | DE50 (6 Wo.)DE | UK48 (6 Wo.)UK | — | Erstveröffentlichung: 1. Dezember 1986                                                                                      |
| 1987 | Shakin’ Like a Leaf Dreamtime                              | — | UK58 (4 Wo.)UK | — | Erstveröffentlichung: 23. Februar 1987                                                                                      |
| 1987 | All Day and All of the Night All Live and All of the Night | — | UK7 (7 Wo.)UK | — | Erstveröffentlichung: 29. Dezember 1987 Autor: Ray Davies, Original: The Kinks, 1964                                        |
| 1989 | Grip ’89 (Get A) Grip (On Yourself) –                      | — | UK33 (3 Wo.)UK | — | Erstveröffentlichung: 16. Januar 1989 Remix: Barry Cooder, Taff B. Dylan; Produzent: Martin Rushent                         |
| 1990 | 96 Tears 10                                                | — | UK17 (6 Wo.)UK | — | Erstveröffentlichung: 5. Februar 1990 Autor: Rudy Martinez Original: Question Mark & the Mysterians, 1966                   |
| 1990 | Sweet Smell of Success 10                                  | — | UK65 (2 Wo.)UK | — | Erstveröffentlichung: 9. April 1990                                                                                         |
| 1990 | Always the Sun (Sunny Side Up Mix) –                       | — | UK29 (5 Wo.)UK | — | Erstveröffentlichung: 24. Dezember 1990 Mix: Michael H. Brauer                                                              |
| 1991 | Golden Brown (1991) The Stranglers                         | — | UK68 Gold · (2 Wo.)UK | — | Erstveröffentlichung: 18. März 1991 Reissue inkl. Peaches (live in Bradford, 2. März 1990), You und Skin Deep (12" Version) |
| 1992 | Heaven or Hell In the Night                                | — | UK46 (2 Wo.)UK | — | Erstveröffentlichung: 10. August 1992                                                                                       |
| 1995 | Lies and Deception About Time                              | — | UK94 (2 Wo.)UK | — | Erstveröffentlichung: 26. Juni 1995                                                                                         |
| 1997 | In Heaven She Walks Written in Red                         | — | UK78 (1 Wo.)UK | — | Erstveröffentlichung: 3. Februar 1997                                                                                       |
| 2004 | Big Thing Coming Norfolk Coast                             | — | UK31 (2 Wo.)UK | — | Erstveröffentlichung: 2. Februar 2004                                                                                       |
| 2004 | Long Black Veil Norfolk Coast                              | — | UK51 (2 Wo.)UK | — | Erstveröffentlichung: 12. April 2004                                                                                        |
| 2006 | The Spectre of Love Suite XVI                              | — | UK57 (1 Wo.)UK | — | Erstveröffentlichung: 11. September 2006                                                                                    |

* Autoren der gelisteten Lieder in der Tabelle (wenn nicht anders angegeben): The Stranglers
Weitere Singles
- 1977: Peasant in the Big Shitty
- 1980: Tomorrow Was the Hereafter
- 1980: Peasant in the Big Shitty
- 1981: Just Like Nothing on Earth
- 1983: Aural Sculpture
- 1985: Spain (nur Spanien)
- 1989: The Radio 1 Sessions – The Evening Show (3 Live-Tracks, Aufnahme: 24. Januar 1982)
- 1990: Live at Alexandra Palace 11th August 1990
- 1991: New Day Today (Flexi)
- 1992: Sugar Bullets
- 2012: Mercury Rising

## Videoalben
| Jahr | Titel                 | Höchstplatzierung, Gesamtwochen, AuszeichnungChartplatzierungen (Jahr, Titel, Platzierungen, Wochen, Auszeichnungen, Anmerkungen) | Höchstplatzierung, Gesamtwochen, AuszeichnungChartplatzierungen (Jahr, Titel, Platzierungen, Wochen, Auszeichnungen, Anmerkungen) | Höchstplatzierung, Gesamtwochen, AuszeichnungChartplatzierungen (Jahr, Titel, Platzierungen, Wochen, Auszeichnungen, Anmerkungen) | Anmerkungen                |
| Jahr | Titel                 | DE | UK | US | Anmerkungen                |
| ---- | --------------------- | --- | --- | --- | -------------------------- |
| 1997 | Friday the Thirteenth | — | UK17 (10 Wo.)UK | — | Erstveröffentlichung: 1997 |
| 2014 | The Ruby Tour 2014    | — | UK18 (1 Wo.)UK | — | Erstveröffentlichung: 2014 |

Weitere Videoalben
- 1982: Golden Brown / Strange Little Girl
- 1984: The Video Collection 1977–1982
- 1986: Screentime
- 1990: The Meninblack in Color 1983–1990
- 1996: Saturday Night
- 1999: Live at the Alexandra Palace
- 2002: The Stranglers, Buzzcocks – Punk Off!!! 4 clips or extraits de concert
- 2002: Live in Poland
- 2005: Live ’78, SF
- 2007: Rattus at the Roundhouse
- 2008: On Stage, on Screen
- 2008: Live at the Shepherds Bush Empire
- 2013: Never to Look Back: The Video Collection 1983–2012

## Boxsets
- 1992: The Old Testament: The U. A. Studio Recordings (1977–1982) (Box mit 4 CDs)
- 2001: The Epic Years (Box mit 5 CDs)
- 2001: The UA Singles ’77–79’ (Box mit 10 Single-CDs)
- 2003: The UA Singles ’79–82’ (Box mit 12 Single-CDs)
- 2014: Giants and Gems: An Album Collection (Box mit 11 CDs)

## Promoveröffentlichungen
Promo-Singles
- 1990: Someone Like You

## Statistik

### Chartauswertung
|                     | DE    | UK     | US    |
| ------------------- | ----- | ------ | ----- |
| Nummer-eins-Alben   | DE—DE | UK—UK  | US—US |
| Top-10-Alben        | DE—DE | UK9UK  | US—US |
| Alben in den Charts | DE3DE | UK26UK | US1US |

|                       | DE    | UK     | US    |
| --------------------- | ----- | ------ | ----- |
| Nummer-eins-Singles   | DE—DE | UK—UK  | US—US |
| Top-10-Singles        | DE—DE | UK7UK  | US—US |
| Singles in den Charts | DE3DE | UK39UK | US—US |

|                          | DE    | UK    | US    |
| ------------------------ | ----- | ----- | ----- |
| Nummer-eins-Videoalben   | DE—DE | UK—UK | US—US |
| Top-10-Videoalben        | DE—DE | UK—UK | US—US |
| Videoalben in den Charts | DE—DE | UK2UK | US—US |

### Auszeichnungen für Musikverkäufe
| Goldene Schallplatte - Frankreich - 1985: für das Album Feline - Neuseeland - 1985: für das Album Aural Sculpture |

Anmerkung: Auszeichnungen in Ländern aus den Charttabellen bzw. Chartboxen sind in ebendiesen zu finden.
| Land/RegionAuszeichnungen für Musikverkäufe (Land/Region, Auszeichnungen, Verkäufe, Quellen) | Silber     | Gold     | Platin     | Verkäufe  | Quellen                   |
| -------------------------------------------------------------------------------------------- | ---------- | -------- | ---------- | --------- | ------------------------- |
| Frankreich (SNEP)                                                                            | —          | Gold1    | —          | 100.000   | infodisc.fr               |
| Neuseeland (RMNZ)                                                                            | —          | Gold1    | —          | 10.000    | aotearoamusiccharts.co.nz |
| Vereinigtes Königreich (BPI)                                                                 | 8× Silber8 | 7× Gold7 | 4× Platin4 | 3.570.000 | bpi.co.uk                 |
| Insgesamt                                                                                    | 8× Silber8 | 9× Gold9 | 4× Platin4 |           |                           |